# Pouteria pallens
Pouteria pallens är en tvåhjärtbladig växtart som beskrevs av Terence Dale Pennington. Pouteria pallens ingår i släktet Pouteria och familjen Sapotaceae. IUCN kategoriserar arten globalt som akut hotad. Inga underarter finns listade i Catalogue of Life.